# 桜井省三

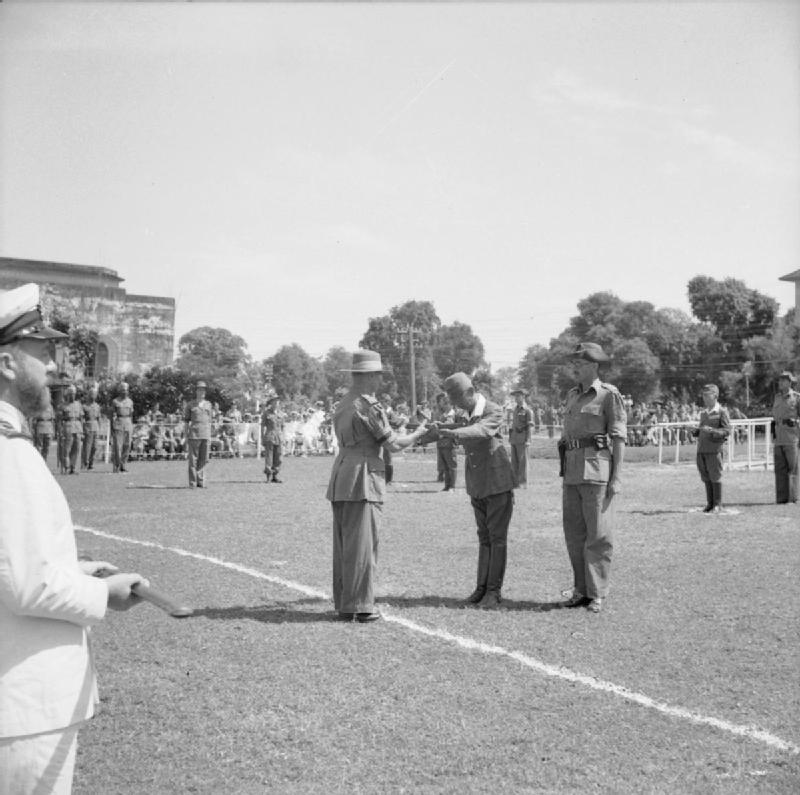
1945年、英軍に投降する桜井。

桜井 省三（さくらい しょうぞう、1889年（明治22年）6月27日 - 1985年（昭和60年）7月7日）は、日本陸軍の軍人。最終階級は陸軍中将。

## 経歴
判事や弁護士を務めた桜井祥造の二男として名古屋で生れる。本籍は山口県萩市。
愛知第四中学校、名古屋陸軍地方幼年学校、中央幼年学校を経て、1911年5月、陸軍士官学校（第23期）を卒業し、同年12月、歩兵少尉に任官し奈良の歩兵第53連隊付となる。参謀本部付勤務などを経て、1919年11月、陸軍大学校（第31期）を優等で卒業。
その後、参謀本部員（船舶班）、フランス駐在、参謀本部員、歩兵第41連隊大隊長、参謀本部員（船舶班）、兼陸大教官、歩兵第77連隊長、内閣調査局調査官、企画庁調査官、第14碇泊場司令官、企画院調査官、第1船舶輸送司令部付などを歴任し、1938年3月1日、陸軍少将に進級。陸軍運輸部付（中支碇泊場監）、第22歩兵団長、中支那派遣軍司令部付、第13軍参謀長などを経て、1940年12月2日、陸軍中将に昇進した。
太平洋戦争を第33師団長として迎え、ビルマ攻略戦に従軍。1943年3月11日陸軍機甲本部長を勤め、1944年1月7日に第28軍司令官としてビルマ西南海岸防衛を担当。インパール作戦に連動して南ビルマで陽動作戦（第二次アキャブ作戦）を指揮するが、イギリス軍の堅固な防御力を前にして部下の花谷正が無謀な突撃戦術を繰り返した上に、極めて杜撰な補給計画も祟って大敗。
インパール撤退後の防衛作戦で奮戦し、第15軍と第33軍が相次いで壊滅状態となってラングーンが陥落、ビルマ防衛が破綻した後も第28軍をもって絶望的な後退戦闘を指揮した。
「自滅も降伏もせず、どんなに苦しくとも敵の囲みを突破し脱出する」との方針の元、シッタン作戦を実行して敵中を突破し第28軍の全滅を防ぐ。
この時指揮下にあった、第54師団宮崎繁三郎師団長とのペアは有名である。終戦をモールメンで迎えた。
戦後、1945年10月22日にラングーン出頭、そのまま同地収容所へ入所。同年末ラングーン郊外のインセン収容所に移された。1946年4月12日、ビルマ北地区日本軍行政司令官に就任、第28軍司令部の一部がその事務機能として従った。
帰国までの約2年間、将兵と共に質素なキャンプ生活を送らされた。1947年6月19日、引揚船の「筑紫丸」で宇品港に帰国、同月末復員。以後、一切の公職や名誉職に就くこともせず、専ら慰霊追悼の日々を送った。1948年（昭和23年）1月31日、公職追放仮指定を受けた。
1985年7月7日午後5時、東京の大塚病院で老衰のために逝去、享年96。戒名蓮台院徳翁省悟大居士、墓は多磨霊園(4-1-35-7)。

## 栄典
勲章
- 1941年（昭和16年）8月9日 - 勲一等瑞宝章[2]

外国勲章佩用允許
- 1896年（明治29年）12月21日 - フランス共和国レジオンドヌール勲章シュヴァリエ[3]
- 1902年（明治35年）9月6日 – オーストリア＝ハンガリー帝国フランソワジョゼフ勲章シュヴァリエー[4]